# Regina Szafraniec
Regina Szafraniec (ur. ok. 1500–1501, zm. 20 maja 1526 w Krakowie) – córka króla Polski i wielkiego księcia litewskiego Zygmunta Starego i Katarzyny Telniczanki, prawdopodobnie nigdy przez niego nielegitymizowaną.
W dniu 20 października 1518 poślubiła starostę chęcińskiego Hieronima Szafrańca. Posag Reginy, wynoszący 6000 florenów, został zabezpieczony dla ich córek  przez ojca, Hieronima. Ślub odbył się w katedrze na zamku wawelskim. Zmarła w wieku 25 lub 26 lat, w dniu 20 maja 1526, a dwa dni później odbył się pogrzeb. Została pochowana w jednym z ówczesnych kościołów na wzgórzu wawelskim.

## Potomstwo
Z małżeństwa z Hieronimem Szafrańcem przyszły na świat trzy córki:
- Katarzyna – żona Andrzeja Jasińskiego,
- Anna – żona Mikołaja Krezy herbu Przeginia,
- Zuzanna – zmarła prawdopodobnie w panieństwie.

## Literatura
- Z. Wdowiszewski, Genealogia Jagiellonów i Domu Wazów w Polsce, Kraków 2005, s. 192-193.
- Z. Wojciechowski, Zygmunt Stary (1506-1548), Warszawa 1979, s. 81-82.